# (372578) Khromov
(372578) Khromov est un astéroïde de la ceinture principale.

## Description
(372578) Khromov est un astéroïde de la ceinture principale. Il fut découvert le 24 octobre 2009 à Zelenchukskaya Station par Timur V. Kryachko. Il présente une orbite caractérisée par un demi-grand axe de 2,72 UA, une excentricité de 0,05 et une inclinaison de 7,5° par rapport à l'écliptique.

## Compléments